# Micomitra hyalipennis
Micomitra hyalipennis är en tvåvingeart som först beskrevs av Paramonov 1928.  Micomitra hyalipennis ingår i släktet Micomitra och familjen svävflugor. Inga underarter finns listade i Catalogue of Life.